# Tomáš Čvančara
Tomáš Čvančara (* 13. August 2000 in Neratovice) ist ein tschechischer Fußballspieler, der als Leihspieler von Borussia Mönchengladbach für Antalyaspor und die tschechische Nationalmannschaft spielt.

## Karriere

### Karriere
Čvančara spielte als Jugendspieler für verschiedene Vereine in Tschechien, bevor er 2018 von der A-Jugend von Slavia Prag zum FK Jablonec wechselte. Er gab sein Debüt im Profifußball am 11. März 2018 bei einem 2:0-Heimsieg gegen Baník Ostrava in der Fortuna Liga. Nach seinem Profidebüt folgten verschiedene Leihstationen. Zuerst zum FC Empoli, wo er 2019 in 10 Spielen in der Campionato Primavera 1 ein Tor erzielte. Daraufhin folgten eine Leihe nach FK Slavoj Vyšehrad (zweite tschechische Liga) mit 13 Toren in 21 Spielen und nach einer kurzen Rückkehr zu Jablonec mit einigen Profieinsätzen eine weitere Leihe zu SFC Opava, wo er 2021 zu zehn Einsätzen (ohne Treffer) kam. Er kehrte darauf wieder zurück nach Jablonec, wo ihm 2021/22 fünf Treffer in 14 Ligaeinsätzen gelangen. Danach wurde er von Sparta Prag unter Vertrag genommen, wo er seinen endgültigen Durchbruch im tschechischen Fußball erzielen konnte und regelmäßig zum Einsatz kam. In der Saison 2022/23 gewann Čvančara die tschechische Meisterschaft, wozu er mit 12 Treffern in 24 Spielen beitragen konnte.
Am 14. Juli 2023 unterschrieb Čvančara einen Vertrag bei Borussia Mönchengladbach. Sein Vertrag bei den Fohlen läuft bis 2028. In seinem Pflichtspieldebüt für den Verein am 11. August 2023 im DFB-Pokal gegen TuS Bersenbrück erzielte er zwei Treffer. Bei dem bald darauf folgenden Debüt in der Bundesliga am 19. August gegen den FC Augsburg erzielte er ebenfalls einen Doppelpack, darunter ein Elfmeter in der Nachspielzeit zum 4:4-Endstand.
Zur Saison 2025/26 wurde er an Antalyaspor verliehen.

### Nationalmannschaft
Er spielte für verschiedene Jugendnationalmannschaften Tschechiens von der U-18 bis zur U-21, bevor er am 24. März 2023 in der EM-Qualifikation sein Debüt für die A-Nationalmannschaft gegen die Auswahl Polens gab. Bei diesem Spiel konnte er auch gleich seinen ersten Treffer erzielen (das zwischenzeitliche 2:0 bei einem 3:1-Heimsieg der Tschechen).

## Erfolge
- Tschechischer Meister: 2022/23